# It Ain't Me, Babe
Pour les articles homonymes, voir It Ain't Me, Babe (homonymie).
Pistes de Another Side of Bob Dylan
Ballad in Plain D
It Ain't Me, Babe (traduction littérale : « ce n'est pas moi, bébé ») est une chanson de Bob Dylan parue en 1964 sur son quatrième album, Another Side of Bob Dylan.
Dylan chantant en solo, accompagné uniquement de sa guitare et de son harmonica, la chanson est d'une grande sobriété. 

## Origine
Les biographes de Dylan s'accordent à penser qu'il aurait composé cette chanson en référence à Suze Rotolo, qui fut sa compagne entre 1961 et 1964. 
Et d'après certaines informations, il aurait commencé à écrire le texte en 1963, alors qu'il était en voyage en Italie, pays dont les parents de Rotolo étaient originaires et où elle-même aurait fait une partie de ses études,.

## Interprétation en duo

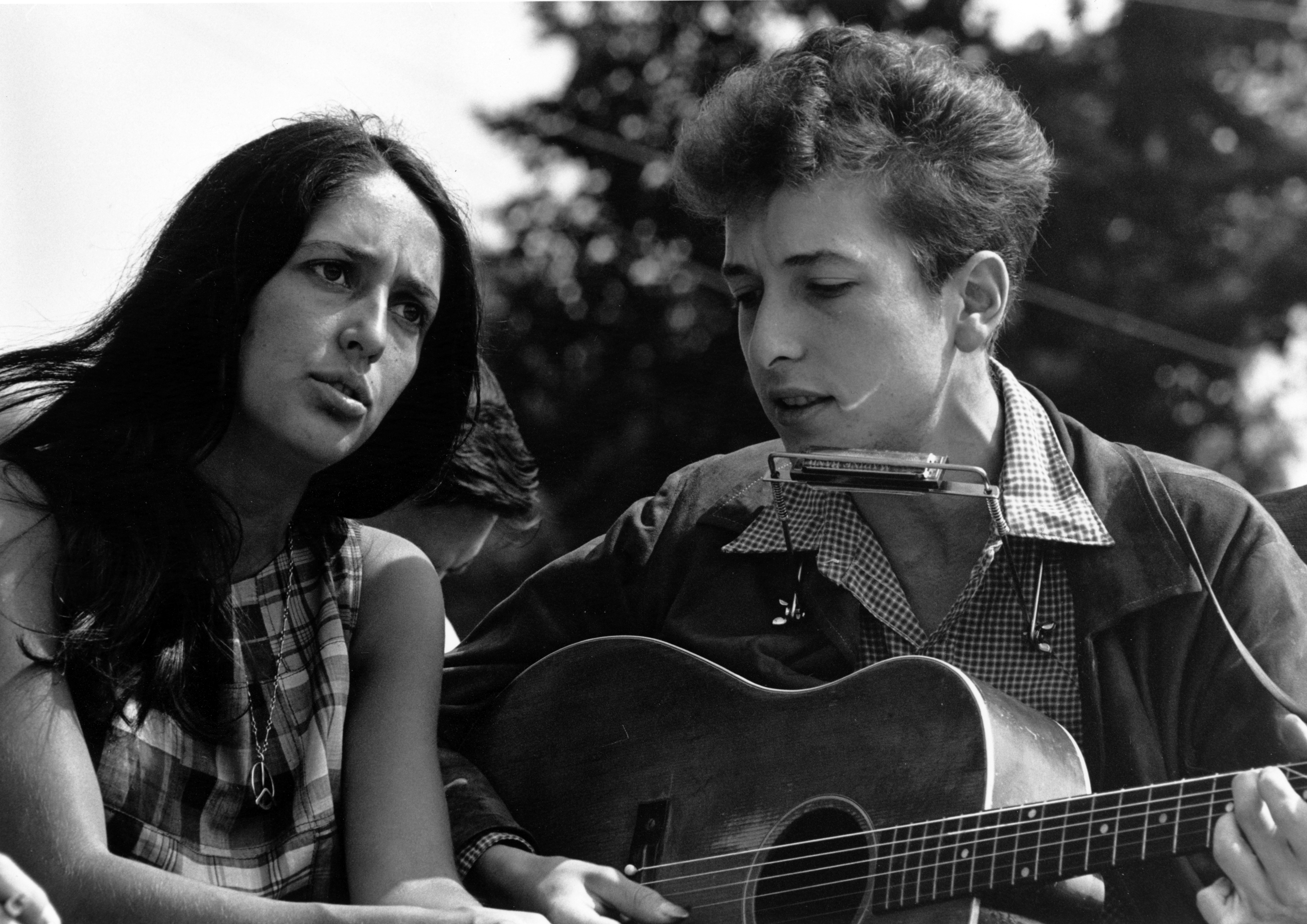
Peu après l'avoir composée, Bob Dylan a interprété It Ain't Me, Babe avec Joan Baez.

Dylan et Joan Baez interprètent cette chanson en duo le 24 juillet 1964 au Festival de folk de Newport, à peine deux semaines avant que la version de Dylan ne soit éditée.
Et Joan Baez est la première artiste à la reprendre en solo. Sa version est éditée dès le mois d'octobre dans l'album Joan Baez/5. 

## Reprises
La chanson connait rapidement le succès, plusieurs artistes américains la reprenant peu après sa sortie.
- Joan Baez sur l'album Joan Baez/5 (1964)
- Johnny Cash sur l'album Orange Blossom Special (1965)
- Jan & Dean sur l'album Folk 'n Roll (1965)
- Davy Jones sur l'album David Jones (1965)
- The Turtles sur l'album It Ain't Me Babe (1965)
- Nancy Sinatra sur l'album Boots (1966)

Reprises ultérieures :
- Bryan Ferry sur l'album Another Time, Another Place (1974)
- Johnny Thunders sur l'album Hurt Me (1983)
- Le groupe de pop punk américain New Found Glory sur l'album From the Screen to Your Stereo Part II (2007)
- Le groupe Editors, lors de l'émission de radio The Dermot O'Leary's Saturday (BBC Radio 2, 2010)
- Kesha reprend la chanson durant la cérémonie des Billboard Music Awards de 2016
- Adam Harvey et Beccy Cole, sur l'album  The Great Country Songbook, volume 2 (2017)
- Bettye LaVette, sur l'album Things Have Changed (2018)

Reprise en français :
- Hugues Aufray reprend la chanson en français dès 1965 sous le titre Ce n'était pas moi sur l'album Hugues Aufray chante Dylan.